# Aqua (satellite)
Pour les articles homonymes, voir Aqua.
Aqua ou EOS PM-1 est une mission spatiale de la NASA lancée en 2002 pour étudier le cycle de l'eau c'est-à-dire des précipitations et des processus d'évaporation. La mission utilise un satellite d'observation de la Terre de grande taille, 3 tonnes, embarquant six instruments dont deux développés par le Brésil et le Japon. Ses instruments réalisent de manière continue plusieurs douzaines de types de mesure portant sur les eaux de surface des océans, l'évaporation des océans, la vapeur d'eau présente dans l'atmosphère terrestre, les nuages, les précipitations, la glace de mer, les glaciers et la neige. Aqua mesure également le flux radiatif, les aérosols, la couverture végétale du sol, le phytoplancton, la matière organique dissoute dans les océans ainsi que la température de l'air, du sol et de l'eau. Aqua contribue à améliorer les prévisions météorologiques en mesurant les profils de température et d'humidité de l'atmosphère.
Aqua est le deuxième engin spatial du programme Earth Observing System (EOS), après le satellite Terra lancé en 1999, qui étudie la surface et ses interactions avec l'atmosphère. Aqua est suivi par Aura lancé en 2004, chargé de l'étude de l'atmosphère. Il fait partie d'un groupe de satellites placés sur la même orbite héliosynchrone de manière à corréler leurs données et appelé portant l'appellation de A-train. Au sein de la NASA, la mission fait partie du programme NASA Earth Science Enterprise dont l'objectif est de mieux comprendre les processus climatiques et de prédire et d'apporter des réponses adéquates aux changements climatiques liés à l'activité humaine. La mission primaire d'Aqua d'une durée de 6 ans est prolongée et le satellite est toujours opérationnel en 2023.

## Contexte
À compter du début des années 1960, la NASA joue un rôle pionnier dans le domaine de l'étude de l'atmosphère en utilisant pour la première fois un engin spatial, le satellite TIROS-1 (Television Infrared Observation Satellite). En combinant le recours à des satellites et des ordinateurs, il devient possible d'étudier la Terre comme un système global. Les chercheurs disposent à partir de cette époque de données permettant de mieux comprendre et prédire à court terme les phénomènes météorologiques. Mais les prédictions sur l'évolution à plus long terme du temps et du climat sont beaucoup difficiles à réaliser car elles nécessitent notamment des mesures très précises sur de longues périodes. Les changements climatiques se déroulent à de grandes échelles spatiales et temporelles ce qui rend difficile leur mesure et leur compréhension. Les scientifiques doivent disposer des séries de mesures sur de longues périodes pour comprendre les interactions entre les systèmes biologiques et physiques de la Terre.

### Changement climatique
Le réchauffement climatique, l'élévation du niveau de la mer, la désertification, la destruction de la couche d'ozone, les pluies acides, la diminution de la biodiversité sont autant d'exemples de changements environnementaux qui touchent de manière croissante la planète. Le bien-être de l'humanité repose de plus en plus sur notre capacité à comprendre les facteurs à l'origine de ces phénomènes de manière à pouvoir prédire leurs impacts futurs et prendre les mesures appropriées permettant de prévenir une aggravation de la situation. C'est ainsi que les recherches scientifiques sur l'ozone stratosphérique dans les années 1970 débouchent en 1987 sur le protocole de Montréal imposant la suppression de l'utilisation des chlorofluorocarbure (CFC) dans le but d'arrêter la destruction de la couche d'ozone.

### Création du programme EOS
Ce constat est à l'origine d'une initiative du président des États-Unis approuvée par le Congrès américain qui débouche sur la création en 1990 du NASA Earth Science Enterprise (ESE) destiné à mieux comprendre les changements environnementaux en réalisant des mesures à l'aide d'instruments installés à bord d'engins spatiaux, installés au sol et aéroportés. Le programme ESE constitue la contribution de la NASA à un programme américain plus global le US Global Change Research Program (USGCRP). Le programme Earth Observing System (EOS) constitue le cœur de l'ESE. Ses objectifs sont de déterminer l'étendue, l'origine et les conséquences régionales des changements climatiques globaux. Il étudie le cycle de l'eau et de l'énergie, les océans, la chimie de la troposphère et de la basse stratosphère, l'hydrologie au sol et les processus des écosystèmes, les glaciers et la calotte polaire , la chimie des couches moyenne et haute de la stratosphère, la terre solide.

### Développement du programme EOS
Le programme EOS comprend un volet scientifique, un programme de gestion des données collectées et un segment spatial comprenant plusieurs satellites circulant sur une orbite polaire En 1988, la NASA lance un appel à contributions pour la sélection de 30 instruments embarqués et des équipes scientifiques. À la suite de contraintes budgétaires imposées par le Congrès, le programme est restructuré en 1991-1992 et le budget est divisé par deux ce qui entraîne l'élimination de l'instrument HIRIS et la réduction du nombre total d'instruments à 17. De plus, les satellites voient leur taille revue à la baisse. Le programme subit une nouvelle baisse de budget (9%) en 1994 qui entraîne l'élimination de la mission embarquant un radar et un altimètre laser (deux missions distinctes embarquent ces instruments par la suite). Ces réductions budgétaires entraînent également un abaissement de la fréquence des lancements de 5 à 6 ans tandis que certains instruments embarquent sur des missions des partenaires de la NASA (NASDA, RKA, CNES, ESA). Certains des instruments sont finalement développés par des partenaires internationaux (instruments ASTER, MOPITT, HSB, OMI) ou dans le cadre d'un partenariat avec le Royaume-Uni (HIRDLS). Il est prévu de développer trois séries de missions : satellites du matin (franchissant la ligne des nœuds le matin), satellites de l'après-midi et satellites destinés à l'étude de la chimie atmosphérique. En 1999, cette planification est affinée et la construction des satellites suivants est lancée : Landsat 7, QuikSCAT, Terra, ACRIMSAT, Aqua, Aura et ICESat.

### Construction d'Aqua
Le centre de vol spatial Goddard est le centre de recherche de la NASA gestionnaire de la mission. Le satellite est construit par TRW (devenu par la suite Northrop Grumman) situé à Redondo Beach en Californie. Le nom Aqua vient du mot latin pour Eau.

## Objectifs de la mission
La mission Aqua doit contribuer à répondre aux questions scientifiques suivantes :
- Comment évoluent les processus touchant les précipitations, l'évaporation et le cycle de l'eau.
- Comment la circulation océanique varie-t-elle d'une année sur l'autre, au fil d'une décennie et à des échelles temporelles plus longues.
- Comment l'écosystème global évolue-t-il ?
- Quel est l'effet des processus hydrologiques à l’œuvre dans les nuages et à la surface affecte-t-il le climat de la Terre ?
- Comme les écosystèmes réagissent et influent les changements environnementaux globaux et le cycle du carbone.

Les objectifs de la mission Aqua comprennent :
- L'obtention de profils verticaux de la température et de l'humidité de la troposphère terrestre avec une précision plus élevée que celle obtenue par les satellites précédents.
- Préciser les caractéristiques des précipitations en dehors des régions tropicales en complément des mesures effectuées par le satellite Tropical Rainfall Measuring Mission (TRMM).
- Fournir quotidiennement une carte des températures à la surface des océans avec une précision supérieure à celle fournie par les instruments des satellites de la NASA précédents.
- Fournir des relevés globaux de la distribution de l'humidité des régions à couverture végétale réduite corrélés avec les zones étudiées par les instruments d'Aqua.
- Fournir des données complémentaires de celles du satellite Terra pour l'étude des cycles saisonniers et annuels des écosystèmes terrestres et marins.
- Fournir des mesures complémentaires de celles de Terra pour la mesure des évolutions saisonnières et annuelles du bilan radiatif de la Terre.
- Fournir des mesures infrarouge globales de la Terre avec une résolution spectrale plus importante que celles obtenues jusque là par des instruments embarqués à bord de satellite.

## Caractéristiques techniques
Aqua est un satellite lourd (3 117 kg) et de grande taille (2,68 mètres par 2,49 mètres par 6,49 mètres en position repliée sous la coiffe de son lanceur). Dans l'espace, une fois le panneau solaire et les antennes déployées sa dimension hors tout est de 4,81 mètres × 16,70 mètres × 8,04 mètres. Le satellite utilise une plate-forme stabilisée sur 3 axes AB1200 développée par son constructeur à des fins commerciales. L'énergie est fournie par un panneau solaire en silicium produisant 4,444 kilowatts stockés dans un accumulateur nickel-cadmium. Le satellite est conçu pour fonctionner au minimum durant 6 ans.

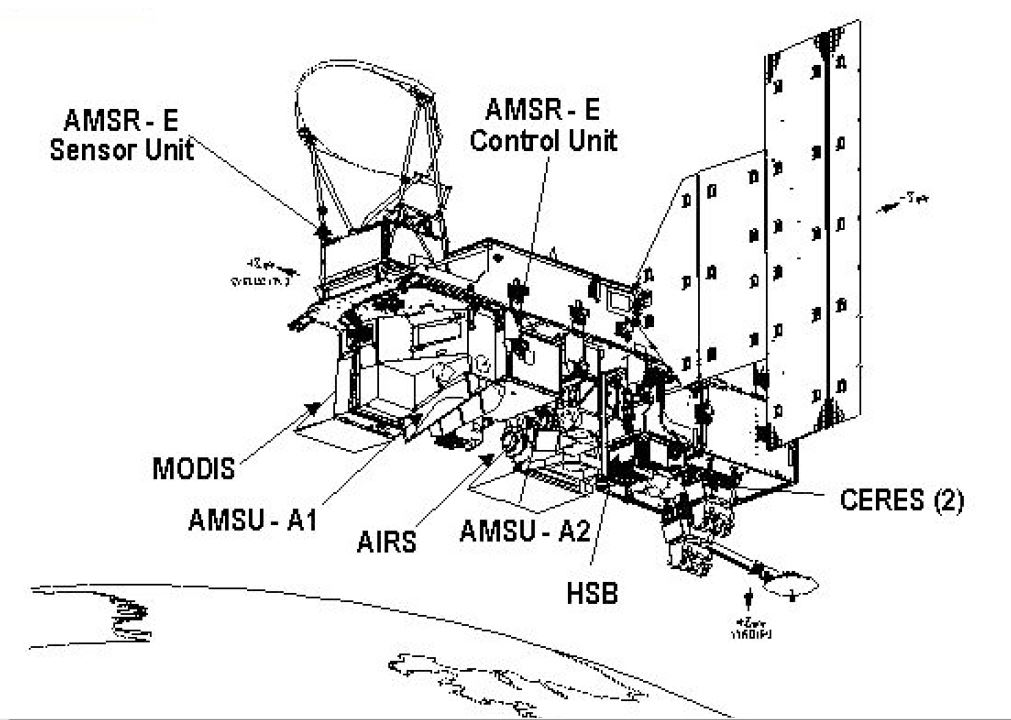
Schéma du satellite Aqua : position des différents instruments.

## Instruments
Aqua transporte six instruments scientifiques pour l'étude du cycle de l'eau à la surface de la terre et dans l'atmosphère :

### MODIS

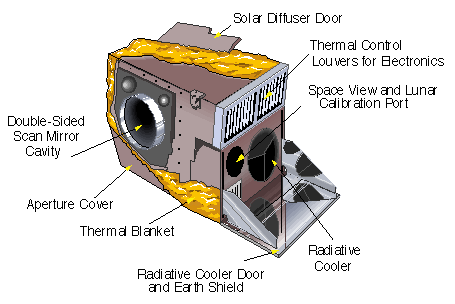
Schéma de l'instrument MODIS.

MODIS (Moderate-resolution Imaging Spectroradiometer) est un radiomètre imageur à résolution moyenne pour mesurer les propriétés des nuages et les flux d'énergie radiative. Il note en plus les propriétés des aérosols, la couverture et le changement d'utilisation des sols ainsi que la détection des incendies et des éruptions volcaniques. Il enregistre des données dans 36 bandes spectrales allant de 0,4  à   14,4 μm avec une résolution spatiale de 250 m à 1 km. Ensemble, les différents spectromètres prennent une image complète de la Terre tous les 1 ou 2 jours. MODIS est conçu pour fournir des mesures à grande échelle de phénomènes globaux, tels que les variations de la couverture nuageuse terrestre, le bilan radiatif de la Terre et différents processus se passant dans les océans, sur le sol, et dans la basse atmosphère. L'instrument est également installé à bord du satellite Terra autre mission du programme Earth Observing System mis en orbite en décembre 1999. Les deux instruments fournissent des informations complémentaires. Alors que Terra passe à l'équateur à 10 h 30 locales sur un nœud descendant Aqua passe à l'équateur à 13 h 30 en nœud ascendant,.
MODIS possède un demi-angle d'ouverture de 55° d'où une fauchée de 2 330 km et une couverture journalière globale. Il effectue les différentes mesures grâce à un ensemble de capteurs CCD. Il possède 36 canaux spectraux répartis du violet (405 nm) à l'infrarouge thermique (14,385 µm). Ces canaux sont choisis pour répondre aux différentes missions, :
- étude des gaz.
- étude des aérosols.
- étude des nuages.
- étude de la surface terrestre (végétation).

La résolution spatiale de MODIS dépend des canaux utilisés, elle varie entre : 
- 250 × 250 m
- 500 × 500 m
- 1 000 × 1 000 m

### AIRS
AIRS (Atmospheric Infrared Sounder) est une sonde infrarouge à haute résolution dont l'objectif principal est la mesure de la température et l'humidité atmosphérique depuis la surface jusqu'à une altitude de 40 km. L'instrument mesure le rayonnement dans 2 382 longueurs d'onde distinctes sont 2 378 dans l'infrarouge (entre 3,74 et 15,4 μm) et quatre en lumière visible / proche infrarouge (0,4-1,1 μm). La résolution spectrale est de 1 200. La résolution spatiale horizontale va de 13,5 (en infrarouge) à 2,3 km (en lumière visible) au nadir sous le satellite. La résolution spatiale verticale est de 1 kilomètre. La fauchée est 1 650 kilomètres. Les capteurs de l'instrument sont composés de photomètres pour le rayonnement visible / proche infra et de 11 spectromètres à fente pour l'infrarouge. Les détecteurs infrarouge sont refroidis à une température de 58 kelvins par un cryo-refroidisseur Stirling à deux étages. Un miroir mobile permet de collecter le rayonnement de part et d'autre de la trace au sol du satellite. AIRS mesure 1,17 x 80 x 95,3 cm en position repliée et sa masse est de 177 kg. Il consomme en fonctionnement 220 watts. Le volume de données générées est de 1,27 gigabits par seconde. AIRS dérive des instruments HIRS et MSU embarqués à bord des satellites POES de la NOAA. L'instrument est fabriqué par BAE Systems pour le compte du Jet Propulsion Laboratory de la NASA. Les mesures effectuées par AIRS sont avant le lancement du satellite réalisées à l'aide de lâchers de ballons et d'instruments embarqués à bord de satellites mais avec une couverture très partielle au-dessus des océans, an Afrique, en Asie et en Amérique du sud. AIRS doit assurer une couverture complète du globe avec une résolution spatiale améliorée d'un facteur 3,.

### AMSU-A
AMSU-A (Advanced Microwave Sounding Unit) est un capteur micro-ondes qui effectue des mesures de la température de l'atmosphère complémentaires de celle de AIRS. AMSU est un radiomètre à micro-ondes mesurant 15 longueurs d'onde. Il comprend en fait deux instruments AMSU-A1 (13 canaux) et AMSU-A2 (2 canaux). L'instrument a une masse de 91 kg et consomme 101 watts. Le volume de données générées est de 2 kilobits par seconde. AMSU-A est fabriqué par Aerojet et sa réalisation est supervisée par le centre de vol spatial Goddard,.

### HSB
HSB (Humidity Sounder for Brazil ) est un instrument qui utilise la bande VHF pour effectuer des mesures de l'humidité atmosphérique complémentaires de celle de AIRS. HSB est un radiomètre micro-ondes qui mesure le rayonnement atmosphérique pour en déduire la quantité de vapeur d'eau et détecter les précipitations sous les nuages avec une résolution horizontale au nadir de 1,5 km. L'instrument effectue un sondage passif dans quatre longueurs d'onde comprises entre 150 et 190 GHz de la couche atmosphérique comprise entre la surface et une altitude de 42 km. HSB dérive de l'instrument AMSU-B développé par Matra Marconi Space avec une participation de Equatorial Sistemas du Brazil. HSB a une masse de 51 kg et consomme 154 watts. Il mesure 70 cm x 65 cm x 46 cm. Le volume de données générées est de 4,22 kilobits par seconde. L'instrument est fourni par le centre de recherche spatial brésilien Instituto Nacional de Pesquisas Espaciais (INPE),.

### CERES

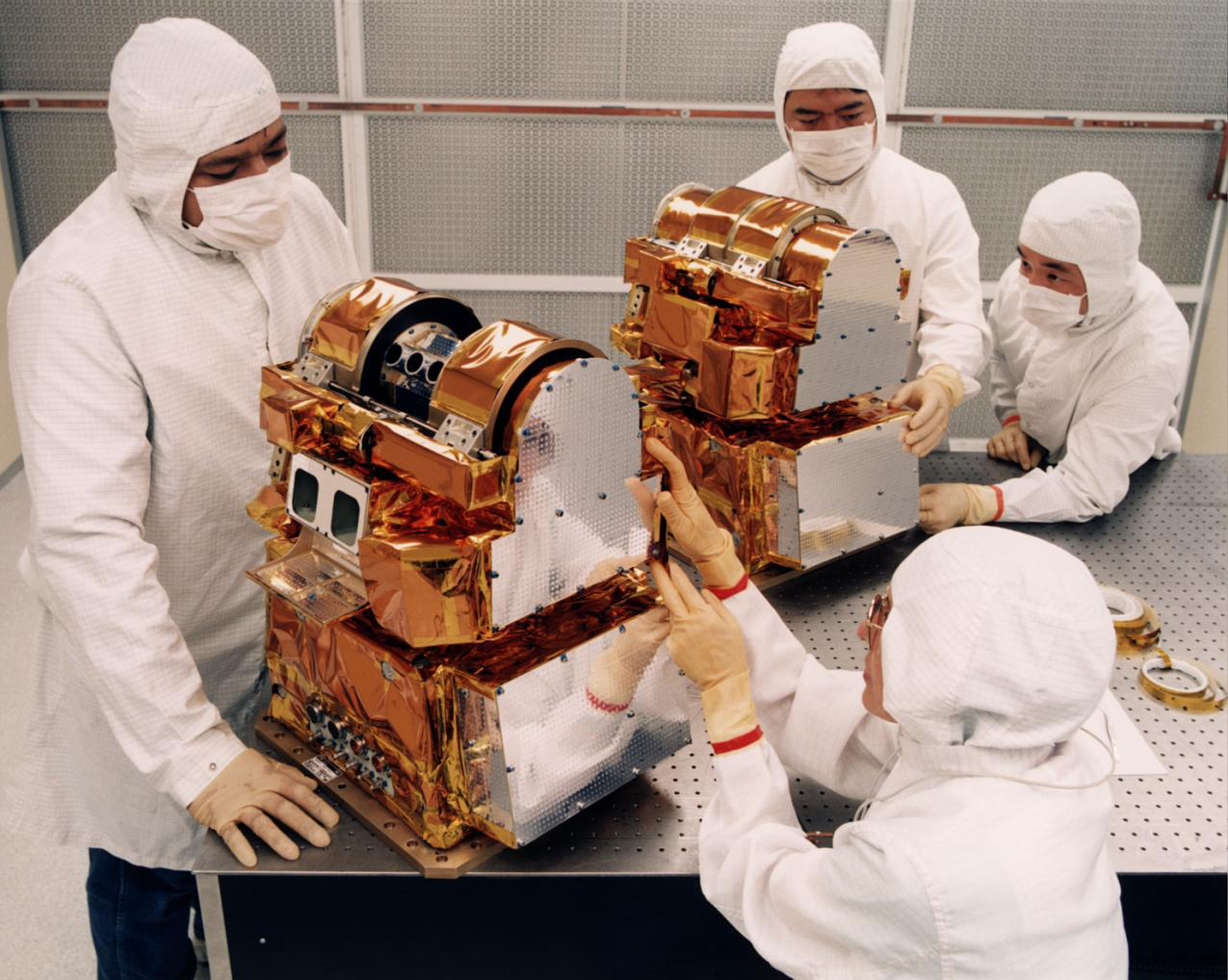
Les deux instruments identiques CERES embarqués à bord de Aqua.

CERES (Clouds and the Earth's Radiant Energy System) mesure le bilan radiatif de la Terre et fournit des informations sur les nuages qui permettent de déterminer le rôle de ceux-ci dans les flux radiatifs qui partent de la surface en direction du sommet de l'atmosphère. CERES emporte deux instruments identiques. Le premier collecte des données selon le mode déjà utilisé par les instruments similaires (ERBE et TRMM) pour assurer une continuité par rapport aux mesures effectuées. Le deuxième utilise un mode bi-axial, qui fournit des informations plus complètes.
L'instrument est un radiomètre qui mesure le bilan radiatif de la Terre dans trois bandes spectrales : mesure de la lumière du Soleil réfléchie en proche infrarouge et lumière visible (0,3-5 micromètres) avec une précision de 1%, mesure du rayonnement émis par la Terre y compris la vapeur d'eau dans l'infrarouge lointain (8-12 micromètres), mesure du rayonnement global réfléchi ou émis par le système atmosphère-Terre dans la longueur d'onde 0,35-125 micromètres avec une précision de 0,3 % La résolution spatiale est de 10-20 km au nadir. L'instrument comprend un télescope de type Cassegrain et un détecteur de type bolomètre. Les deux instruments ont globalement une masse de 100 kg et consomment 103 watts. Ils génèrent ensemble 20 kilobits de données par seconde. La durée de vie prévue est de 6 ans.
CERES est développé par le centre de recherche Langley, un des établissements de la NASA qui détient une forte expertise sur le sujet acquise en réalisant la première version de CERES embarqué à bord de Tropical Rainfall Measuring Mission (TRMM) lancé en 1997 et Terra (1999) également développé pour le programme EOS. Des instruments identiques sont également embarqués par la suite à bord du satellite de Suomi NPP (2011) et JPSS-1 (2017).

### AMSR-E
AMSR-E (Advanced Microwave Scanning Radiometer-EOS) est un radiomètre à micro-ondes, fourni par l’Agence d'exploration aérospatiale japonaise (JAXA), pour la mesure des précipitations, les propriétés des nuages, la température de surface de la mer, de la vitesse du vent près du sol, du flux d'énergie radiative entre la surface de l'eau, la glace et la neige. L'instrument est un radiomètre passif effectuant des mesures dans 6 fréquences comprises entre 6,9 et 89 GHz. Le rayonnement polarisé verticalement et horizontalement est mesuré de manière séparée. La collecte du rayonnement s'effectue avec une antenne parabolique de 1,6 mètre de diamètre qui tourne avec une vitesse de 40 tours par minute. L'instrument balaye une zone de 1 445 kilomètres de large de part et d'autre de la trace au sol du satellite. La résolution spatiale est de 10 x 10 kilomètres. L'instrument AMSR-E mesure 1,95 m x 1,7 m x 2,4 m et le boîtier électronique associé mesure 0,8 m x 1,0 m x 0,6 m. L'instrument a une masse de 314 kg. Il consomme en fonctionnement 350 watts. Le volume de données générées est de 87,4 kilobits par seconde. L'instrument, qui est une évolution de l'instrument AMSR embarqué à bord du satellite japonais ADEOS-II, est construit par la société japonaise Mitsubishi,.

## Déroulement de la mission
Aqua est mis en orbite le 4 mai 2002 par un lanceur Delta II 7920-10L qui décolle de la base de lancement de Vandenberg. Le satellite est placé sur une orbite héliosynchrone à une altitude de 705 km et avec une inclinaison orbitale de 98,2°. Sa période orbitale est de 98,8 minutes (16 orbites par jour). Il franchit la ligne des nœuds à 13 h 30. Il repasse sur sa trace au sol toutes les 233 orbites. Aqua fait partie du A-train une constellation de satellites mise en place après le lancement de Aura qui regroupe plusieurs satellites circulant sur des orbites proches permettant de disposer d'observations simultanées réalisées par les instruments de ces différents engins spatiaux portant sur la même région. L'instrument HSB tombe en panne en février 2008. À la suite de problèmes de friction au niveau de l'antenne rotative qui entraînent une baisse de la vitesse de rotation, l'utilisation des données collectées par AMSR-E est arrêtée à compter d'octobre 2011. L'instrument AMSR2, une version améliorée de AMSR-E, doit être mis en orbite en 2020 à bord du satellite japonais GCOM-W2. Juillet 2018, 18 ans après son lancement, le satellite et quatre de ses instruments restent complètement opérationnels. Le satellite doit continuer à fonctionner jusqu'en 2021 sur la base de la quantité d'ergols disponible et de l'évolution prévue de l'état des accumulateurs. Dans le cadre d'une évaluation effectuée en 2017 de l'ensemble des missions d'observation de la Terre de la NASA par un comité d'experts scientifiques, la mission est évaluée comme de très haute importance.